# Муратов Дмитро Андрійович
Дмитро Андрійович Муратов (нар. 30 жовтня 1961, Куйбишев (нині Самара), РСФСР) — російський журналіст, телеведучий. Головний редактор «Нової газети» (1995–2017 і з 2019 року), її співзасновник.
Лауреат Нобелівської премії миру 2021 року (третій росіянин після Андрія Сахарова і Михайла Горбачова, відзначеним цією нагородою). Фінансову частину премії передали у російський фонд «Коло добра», заснований Путіним.

## Біографія
Народився 30 жовтня 1961 року в Куйбишеві (нині Самара). 1983 року закінчив філологічний факультет Куйбишевського державного університету.
У 1983 — 1985 роках служив в РА.
Після військової служби працював в газеті «Волзький комсомолець». У 1987 році став завідувачем відділу комсомольського життя газети «Комсомольская правда». У 1990 році він став редактором відділу інформації видання.
У листопаді 1992 року пішов з «КП» і одночасно виступив співзасновником товариства журналістів «6-й поверх», до якого увійшли журналісти, незгодні з новою редакційною політикою газети. Наступного року товариство стало засновником «Нової щоденної газети», перший номер якої вийшов 1 квітня 1993 року. Муратов увійшов в її редколегію і став заступником головного редактора.
У грудні 1994 — січні 1995 років був спеціальним кореспондентом газети в зоні бойових дій на території Чечні. У лютому 1995 року став головним редактором видання, яке до того моменту перейменували з «Нової щоденної газети» на «Новая газета».
Якийсь час Муратов поєднував роботу в газеті й на телебаченні. Так, в 1997 році він був ведучим програми «Прес-клуб» (ATV — ОРТВ), в 1998–2000 — ведучим щотижневої програми «Суд іде» на телеканалі «НТВ».
У 2004 році був одним із засновників Комітету «2008: Вільний вибір». У 2005 році вийшов із Комітету, заявивши, що він «абсолютно розчарований тим, як намагалися об'єднатися демократи».
У 2004 році вступив у Російську демократичну партію «Яблуко».
У 2005 році став одним із співвласників журналу «Крокодил», але у 2008 видавати оновлений журнал припинили.
У 2009 році увійшов до Громадської ради на підтримку виборчого списку партії «Яблуко» на виборах до Московської міської думи V скликання.
У березні 2014 року підписав звернення проти анексії Криму.
У вересні 2020 року підписав лист на підтримку протестних акцій у Білорусії.
У листопаді 2017 року залишив посаду головного редактора «Новая газета», але у 2019 році знову посів її.

## Нагороди і премії
- орден Дружби;
- орден Пошани;
- Міжнародна премія за свободу преси[en] від Комітету захисту журналістів (2007)[20][21];
- Кавалер ордена Почесного легіону (Франція, 2010 рік);
- Орден Хреста землі Марії 3 класу (Естонія, 2013 рік)[22];
- «Золоте перо свободи[zh]» (2016)[23]

### Нобелівська премія миру (2021)
У жовтні 2021 року спільно з американо-філіппінською журналісткою Марією Рессою отримав Нобелівську премію миру за «їхні зусилля із захисту свободи слова, яка є необхідною умовою демократії та тривалого миру». Заявив, що фінансову частину премії передав до фонду «Коло добра», заснованого Путіним..
У червні 2022 року Муратов продав медаль премії миру на аукціоні Heritage в США за $103,5 млн при початковій ціні в $550 тис. Гроші пообіцяв перерахувати ЮНІСЕФ, що має  відправити їх до країн, де є біженці з України: Польщі, Росії, Німеччини, Молдови, Словенії та Угорщини.

### Сім'я
Донька — радниця Ельвіри Набіулліної, голови Центрального банку РФ.